# Championnat d'Uruguay de football 1959
Navigation
Édition précédente Édition suivante
La 57e édition du championnat d'Uruguay de football est remportée par le Club Atlético Peñarol. C’est le vingt-quatrième titre de champion du club, le deuxième consécutif. Le Peñarol l’emporte sur le Club Nacional de Football au terme d’un match de barrage, les deux équipes ayant terminé le championnat à égalité de points. Racing Club de Montevideo complète le podium alors qu’il vient juste d’être promu dans l’élite uruguayenne.
Un système de promotion/relégation est en place : le dernier du championnat est automatiquement remplacé par le premier du championnat Intermedia, la deuxième division uruguayenne. Danubio Fútbol Club est relégué en deuxième division et est remplacé par Centro Atlético Fénix.
Tous les clubs participant au championnat sont basés dans l’agglomération de Montevideo.
Homero Guaglianone (Montevideo Wanderers) termine avec 13 buts en 18 matchs meilleur buteur du championnat. 

## Les clubs de l'édition 1959
| \| Montevideo: · Danubio Fútbol Club · Club Atlético Cerro · Defensor · Nacional · Peñarol · Liverpool · Club Atlético Progreso · Rampla Juniors · Wanderers · Sud América · Racing Club Montevideo \| Localisation des clubs engagés dans le championnat. |
| Montevideo: · Danubio Fútbol Club · Club Atlético Cerro · Defensor · Nacional · Peñarol · Liverpool · Club Atlético Progreso · Rampla Juniors · Wanderers · Sud América · Racing Club Montevideo                                                           |

| Club                             | Stade                       | Capacité | Ville      |
| -------------------------------- | --------------------------- | -------- | ---------- |
| Club Atlético Cerro              | Estadio Luis Tróccoli       | -        | Montevideo |
| Danubio Fútbol Club              | Jardines Del Hipódromo      | -        | Montevideo |
| Defensor Sporting Club           | Estadio Luis Franzini       | -        | Montevideo |
| Liverpool Fútbol Club            | Estadio Belvedere           | -        | Montevideo |
| Club Nacional de Football        | Estadio Gran Parque Central | -        | Montevideo |
| Club Atlético Peñarol            | Estadio Centenario          | -        | Montevideo |
| Racing Club de Montevideo        | Parque Osvaldo Roberto      | -        | Montevideo |
| Rampla Juniors Fútbol Club       | Estadio Olímpico            | -        | Montevideo |
| Institución Atlética Sud América | -                           | -        | Montevideo |
| Montevideo Wanderers Fútbol Club | Estadio Viera               | -        | Montevideo |

## Compétition

### Classement
Le classement est établi sur le barème de points suivant : victoire à 2 points, match nul à 1, défaite à 0.
| Rang | Équipe                           | Pts | J  | G  | N | P  | Bp | Bc | Diff |
| ---- | -------------------------------- | --- | -- | -- | - | -- | -- | -- | ---- |
| 1    | Club Atlético Peñarol T          | 26  | 18 | 12 | 2 | 4  | 35 | 20 | +15  |
| 2    | Club Nacional de Football        | 26  | 18 | 11 | 4 | 3  | 33 | 14 | +19  |
| 3    | Racing Club de Montevideo P      | 22  | 18 | 10 | 2 | 6  | 29 | 25 | +4   |
| 4    | Club Atlético Cerro              | 19  | 18 | 8  | 3 | 7  | 31 | 32 | -1   |
| 5    | Montevideo Wanderers             | 18  | 18 | 8  | 2 | 8  | 32 | 39 | -7   |
| 6    | Defensor Sporting Club           | 16  | 18 | 6  | 4 | 8  | 34 | 35 | -1   |
| 7    | Rampla Juniors Fútbol Club       | 15  | 18 | 5  | 5 | 8  | 26 | 26 | 0    |
| 8    | Institución Atlética Sud América | 14  | 18 | 6  | 2 | 10 | 22 | 30 | -8   |
| 9    | Liverpool Fútbol Club            | 14  | 18 | 6  | 2 | 10 | 24 | 32 | -8   |
| 10   | Danubio Fútbol Club              | 10  | 18 | 3  | 4 | 11 | 19 | 32 | -13  |

| Légende : Qualifications et relégations | Légende : Qualifications et relégations                            |
| --------------------------------------- | ------------------------------------------------------------------ |
|                                         | Champion d'Uruguay et qualification pour la Copa Libertadores 1960 |
|                                         | Relégué en deuxième division                                       |
|                                         | T : Tenant du titre P : Promus                                     |

## Bilan de la saison
| Championnat d'Uruguay de football 1959 |                                   |
| Champion                               | Club Atlético Peñarol (24e titre) |
| Promotions et relégations              |                                   |
| Promus en Primera División             | Centro Atlético Fénix             |
| Relégués en Intermedia                 | Danubio Fútbol Club               |

## Barrage pour le titre de champion
| barrage match d’appui | Club Nacional de Football | 0 - 2   | Club Atlético Peñarol | Estadio Centenario                          |                                             |
| 20 mars 1960          | | (0 - 0) | Luis Alberto Cubilla 78e · Carlos Linazza 87e (pen.) | Spectateurs : 70 000 Arbitrage : Pablo Vaga | Spectateurs : 70 000 Arbitrage : Pablo Vaga |
| 20 mars 1960          | Roberto Sosa ; Horacio Troche, Edelbert di Fabio ; Diego Collazo, Ruben González, Juan Carlos Mesías ; Héctor Salvá, Héctor Rodríguez, Walter Gómez, Juan Angel Romero, Guillermo Escalada. Entraîneur : Ondino Viera | Équipes | Luis Maidana ; William Martínez, Milton Alves da Silva ; Santiago Pino, Néstor Gonçálves, Walter Aguerre ; Luis Alberto Cubilla, Carlos Abel Linazza, Juan Eduardo Hohberg, Alberto Spencer, Carlos Borges. Entraîneur : Roberto Scarone | Spectateurs : 70 000 Arbitrage : Pablo Vaga | Spectateurs : 70 000 Arbitrage : Pablo Vaga |

À la 87e minute l’arbitre du match, Pablo Vaga, siffle un penalty en faveur de Peñarol. Il s’ensuit une bagarre générale. Au terme de celle-ci, l’arbitre exclut 7 joueurs, 3 pour le Nacional : Gómez, González et Escalada, et 4 pour le Peñarol : Borges, Martínez, Hohberg, Aguerre.

## Statistiques

### Meilleur buteur
1. Homero Guaglianone (Montevideo Wanderers) 13 buts.